# Bobo Brazil
Houston Harris (Little Rock, Arkansas; 10 de julio de 1924 - St. Joseph, Míchigan; 20 de enero de 1998) fue un luchador profesional estadounidense, más conocido por su nombre en el ring, Bobo Brazil. Se le atribuye romper las barreras de la segregación racial en la lucha profesional. Harris es considerado como uno de los primeros luchadores afroamericano, y se le llama a menudo "el Jackie Robinson de la lucha libre profesional".

## Vida personal
Houston Harris nació en Little Rock, Arkansas, pero más tarde se trasladó a Benton Harbor, Michigan. Él jugó al béisbol y trabajó en una fábrica de acero. Después de retirarse de la lucha libre, tuvo un restaurante.
Harris tuvo seis hijos. Murió el 20 de enero de 1998 en el Centro Médico de Lakeland en San Joseph, Michigan. Había sido admitido en el hospital el 14 de enero, después de sufrir una serie de derrames cerebrales.

## Carrera
Harris fue entrenado por Joe Savoldi después de reunirse con él en los combates en el Naval Armory. En un principio, Harris iba a ser conocido como "Boo-Boo Brazil", pero un promotor imprimió mal su primer nombre como "Bobo" en un anuncio y se lo quedó.
Temprano en su carrera, algunos promotores de lucha libre correspondería a Brasil contra compañeros luchadores afroamericanos, incluyendo Ernie Ladd y Abdullah the Butcher. Los aficionados pedían a gritos ver oponentes de Brazil frente a cualquier tipo y así tendría muchos combates con rivales como Killer Kowalski, Dick the Bruiser, Johnny Valentine, y The Sheik, quien peleó con Brasil a lo largo de varias décadas.

## En lucha
- Movimientos finales
  - Coco Butt[1] (Headbutt)[2]

- Movimientos de firma
  - Piledriver[2]

## Campeonatos y logros
- Championship Wrestling from Florida
  - NWA Florida Tag Team Championship (2 veces) — con Sweet Brown Sugar (1) y Dusty Rhodes (1)[7]

- Eastern Sports Association
  - ESA North American Heavyweight Championship (1 vez)[2]

- Japan Wrestling Association
  - NWA International Heavyweight Championship (2 veces)[2]

- Maple Leaf Wrestling
  - NWA Canadian Open Tag Team Championship (1 vez) — con Whipper Billy Watson[2]
  - NWA United States Heavyweight Championship (Toronto version) (1 vez)[8]

- Mid-Atlantic Championship Wrestling
  - NWA United States Heavyweight Championship (Mid-Atlantic version) (1 vez)[9]

- Midwest Wrestling Association (Ohio)
  - MWA Ohio Heavyweight Championship (1 vez)[2]
  - MWA Ohio Tag Team Championship (3 veces) — con Frankie Talaber[2]

- NWA Detroit
  - NWA United States Heavyweight Championship (Detroit version) (9 veces)[10]
  - NWA World Tag Team Championship (Detroit version) (8 veces) — con Art Thomas (1), Bill Miller (1), Athol Layton (1), The Stomper (1), Tony Marino (3) y Fred Curry (1)[2]

- NWA Hollywood Wrestling
  - NWA Americas Heavyweight Championship (3 veces)[11]

- NWA Los Angeles
  - NWA "Beat the Champ" Television Championship (1 vez)[12]
  - NWA International Television Tag Team Championship (4 veces) — con Wilbur Snyder (2), Sandor Szabo (1), y Primo Carnera (1)[13]
  - NWA Pacific Coast Heavyweight Championship (Los Angeles version) (1 vez)[14]

- NWA San Francisco
  - NWA United States Heavyweight Championship (San Francisco version) (1 vez)[15]

- Professional Wrestling Hall of Fame and Museum
  - Television Era (Class of 2008)[1]

- Pro Wrestling Illustrated
  - PWI Editor's Award (1998)[16]

- Superstars of Wrestling
  - SoW United States Heavyweight Championship (1 vez)

- World Wrestling Association (Indianapolis)
  - WWA World Heavyweight Championship (2 veces)[2]
  - WWA World Tag Team Championship (1 vez) — con Chris Carter[17]

- World Wrestling Association (Los Angeles)
  - WWA World Heavyweight Championship (2 veces)[2]

- World Wide Wrestling Federation / World Wrestling Federation
  - WWWF United States Championship (7 veces)[3]
  - WWF Hall of Fame (Class of 1994)[3][6]

- Wrestling Observer Newsletter awards
  - Wrestling Observer Newsletter Hall of Fame (Class of 1996)

1No reconocidas oficialmente como campeón, por los conflictos de intereses.